# Battle of Pottsburg Bridge
Battle of Pottsburg Bridge est un film muet américain réalisé par Kenean Buel et sorti en 1912.

## Fiche technique
- Titre : Battle of Pottsburg Bridge
- Réalisation : Kenean Buel
- Production : Kalem Company
- Distribution : General Film Company
- Genre : Film dramatique
- Date de sortie :
  - États-Unis : 5 février 1912

## Distribution
- Guy Coombs : Bartlow
- Anna Q. Nilsson : sa fiancée
- Miriam Cooper : Jessie
- George B. Hoyt
- Hal Clements
- Henry Hallam (en)
- Helen Lindroth